# Humphrey Stafford, 1. jarl af Devon
Humphrey Stafford, 1. jarl af Devon (ca. 1439 var en dominerende stormand i Sydvestengland i midten af det 15. århundrede og deltager i Rosekrigene. En fjern slægtning til jarlerne af Staffords, blev Humphrey Stafford den største jordejer i amtet Dorset gennem en heldig arv. Senere var Stafford en af flere mænd, der hurtigt blev forfremmet adelsrækken af kong Edvard 4. for at udfylde det magtvakuum, der blev efterladt af Lancaster-støtter, der enten var døde eller var blevet frataget deres ære, liv og gods. I West County var det især fratagne besiddelser fra Courtenay-familien, der kom Stafford til gode. I 1469 modtog han Courtenay-familiens titel jarl af Devon.
Stafford nåede at holde titlen i blot tre måneder. I juli blev han sendt nordpå for at slået et oprør ned, tilskyndet af den utilfredse jarl af Warwick. Selvom han undslap det katastrofale slag ved Edgecote Moor, blev han lynchet af en pøbel i Bridgwater den 17. august 1469. Af mange betragtet som en overambitiøs mand, var Stafford ikke desto mindre en dygtig administrator, der nød kongens absolutte tillid.

## Familiebaggrund
Stafford-familien af Hooke i Dorset og Southwick i Wiltshire var en yngre gren af jarlerne af Stafford og senere hertuger af Buckingham. Humphreys bedstefar var en anden Humphrey Stafford, kaldet Sir Humphrey "af sølvhånden" (d. 1442). Hans arving var et barnebarn, endnu en Humphrey Stafford, der døde barnløs i 1461. Dette efterlod Humphrey Stafford, den fremtidige jarl af Devon, som arving til familiens besiddelser, hvoraf den største del lå i Dorset og resten hovedsagelig i Somerset og Wiltshire (herunder Southwick Court ). Humphreys far, William Stafford (d. 1450), var allerede død på dette tidspunkt efter at være faldet under Jack Cades oprør den 18. juni 1450. Williams onkel og Humphreys grandonkel var John Stafford, ærkebiskop af Canterbury (1443–1452).
Arven fra disse familiebesiddelser gjorde Stafford til den største jordejer i amtet Dorset. Gennem sin mor Katherine var han også arving til hendes far John Chidiock, en anden mægtig jordbesidder i Sydvestengland. På et tidspunkt, helt bestemt efter den 21. juni 1450, blev han gift med Isabel, datter af Sir John Barre fra Herefordshire.

## I Huset Yorks tjeneste
I slutningen af 1450'erne kunne Stafford have gjort tjeneste for sin fjerne slægtning John Stafford, jarl af Wiltshire, søn af Humphrey Stafford, hertug af Buckingham. Hans forbindelse til James Tuchet, baron Audley, en af Wiltshires mænd, kunne antyde det. I så fald repræsenterede dette en kort episode med loyalitet over for Huset Lancaster i stedet for Huset York i den igangværende borgerkrig. I 1460 blev de to sendt til Guînes for at komme den engelske garnison der til undsætning. Dårligt vejr tvang dem ind i havnen i Calais, som blev holdt af den York-lederen Richard Neville, jarl af Warwick. Her blev de begge rekrutteret til Huset Yorks sag.
Stafford deltog i Slaget ved Mortimer's Cross, hvor York-styrkerne under Edvard, jarl af March, vandt en stor sejr den 2. februar 1461. Efter Slaget ved Towton den 29. marts samme år blev Stafford slået til ridder af Edvard, som nu var blevet udråbt til kong Edvard 4. efter afsættelsen af Henrik 6. Senere samme år, den 26. juli, modtog han for første gang en indkaldelse til parlamentet som Lord Stafford af Southwick. I løbet af de følgende år gav kongen ham adskillige besiddelser og embeder. I 1461 blev han udnævnt til steward for Hertugdømmet Cornwall og konstabel af Bristol, og i 1462 modtog han størstedelen af Devon-besiddelsern fra Thomas Courtenay, jarl af Devon, der var blevet taget til fange i Towton og henrettet. I 1464 blev han gjort til keeper af Dartmoor, og i 1467 blev han tildelt flere af Courtenay-familiens herregårde.
Stafford betalte kongens gavmildhed tilbage ved at tjene ham trofast som en lokal repræsentant i en del af landet, der indtil det tidspunkt havde været voldsomt tro over for Huset Lancaster. I løbet af 1460'erne præsiderede over domstole over hele West County. Hans aktiviteter var ikke begrænset til juridiske kommissioner. I 1461–2 udførte han militærtjeneste mod skotterne, og i 1468 var han på diplomatisk mission i Bretagne. I 1469 blev han optaget i Statsrådet og tjente i den kommission, der dømte Henry Courtenay, Thomas Courtenays bror, for forræderi. Ifølge kronikeskriveren John Warkworth skyldtes Henrys fald Staffords rænkespil, og han blev belønnet med yderligere besiddelser og titlen som jarl af Devon den 17. maj 1469. Dog rettede kongen selv meget opmærksomhed til retssagen mod Courtenay, og det er mere rimeligt at se beslutningen som et resultat af Edvards behov for en loyal agent i regionen.

## Død og efterspil
Staffords hurtige opstigning gik ikke ubemærket hen blandt det etablerede aristokrati. I 1468 erklærde den utilfredse Warwick jarlen af Devon som en hofmand med for stor indflydelse på kong Edvard. Warwick og Devon blev senere forsonet, men det næste år gentog Warwick sine beskyldninger igen. I et oprør ledet af en stedfortræder, anstiftede Warwick et oprør i Yorkshire ledet af en vis "Robin af Redesdale". Samtidig iværksatte Warwick, sammen med Georg, hertug af Clarence, kong Edvards bror, en invasion af landet fra Warwicks fæstning Calais. Devon blev sammen med William Herbert, jarl af Pembroke, beordret til at samle tropper for at slå oprøret ned.
Den kongelige hær under Devon og Pembroke afskar de nordlige oprørere, som var på vej sydpå for at mødes med Warwick og Clarence, ved Banbury i Oxfordshire. Det er ikke klart, hvad der skete efter dette. Ifølge Warkworth skændtes Devon og Pembroke om opstillingsarrangementerne, og Devon drog væk med flertallet af bueskytterne. Den næste dag, den 26. juli 1469, mødte Pembroke oprørerne i Slaget ved Edgecote Moor, men uden artilleristøtte blev han fuldstændigt besejret. Da Devon endelig ankom, var han enten ude af stand til at gøre sine tropper klar til kamp eller ankommet for sent til at kunne gøre en forskel. Den franske krønikeskriver Jean de Waurin giver imidlertid en anden beretning. Ifølge Waurin forlod Devon slagmarken, så snart han havde fået nyheden om, at Clarence var ankommet med forstærkninger. I begge tilfælde blev Pembroke taget til fange og henrettet på Warwicks ordre. Devon formåede at flygte, men blev senere taget til fange af en pøbel í Bridgwater i Somerset og henrettet den 17. august.
Humphrey Stafford havde været jarl af Devon i nøjagtigt tre måneder på tidspunktet for hans død. Han og Isabel havde ingen børn, så da han døde, uddøde hans titel. Den blev genskabt det næste år til John Courtenay, broderen til Thomas, den sidste Courtenay-jarl af Devon. Stafford blev begravet i Glastonbury Abbey, og en strid om hans besiddelser fulgte mellem hans fætre.
Stafford blev betragtet som overambitiøs og skruppelløs af mange samtidige. Dette kan ses både ved, at Warkworth implicerede ham i Henry Courtenays fald, og at Warwick anså ham som en af kong Edvards onde rådsgivere. Dette syn er også blevet gentaget af moderne historikere; Charles Ross kalder ham en "grådig og ambitiøs mand". Samtidig kan hans færdigheder som administrator næppe betvivles, hvilket fremgår af kong Edvards store tillid til ham. Han kunne også vise en mere menneskelig og sympatisk side. Michael Hicks beskriver hans virke fra 1467 og frem, hvor han tilføjede kodiciler til sit testamente "for at rette op på dem uret, som han var bevidst om at have begået", den sidste af disse tilføjede han, da han stod over for sin egen henrettelse.

## Fodnoter
1. ↑  Ved sin fars død den 18. juni 1450 nævnes han alder til at være 10 år eller mere.[1]
2. ↑  Mens det er muligt, at denne Humphrey havde en kunstig arm lavet af, eller beklædt med sølv, er det mere sandsynligt, at han fik dette øgenavn takket være sin formodede gavmildhed.[2]
3. ↑  "Robin af Redesdele" var et alias, oprøret blev i virkeligheden ledet af medlemmer af Warwicks følge i Nordengland.[10]

## Yderligere læsning
- Hicks, Michael (1998). Warwick the Kingmaker. Oxford: Blackwell. ISBN 0-631-16259-3.
- Hicks, Michael (2004). "Stafford, Humphrey, earl of Devon (c. 1439–1469)". Oxford Dictionary of National Biography. Oxford University Press. doi:10.1093/ref:odnb/26208. Hentet 15. januar 2021. (abonnement nødvendigt)
- Mercer, M. (1997). "Lancastrian Loyalism in the South-West: The Case of the Beauforts". Southern History. 19: 42-60.
- Ross, Charles (1997). Edward IV (ny udgave). New Haven, London: Yale University Press. ISBN 0-300-07372-0.